# 카가 아이
카가 아이(加賀愛, かが あい)는 일본의 만화 및 애니메이션 《안녕, 절망선생》의 등장 인물이다. 이름은 "가해"의 일본어 발음인 かがい에서 따왔다.

## 외관
- 학생이라 평소때는 교복을 입고 다닌다.
- 헤어스타일은 이마를 드러낸 숏컷을 묶은 머리. 뒷 꽁지머리는 움직이는 연출이 많이 사용된다.
- 키는 그다지 작지않지만, 본편내에선 자주 뒷배경에 등장하기 때문에, 작아 보인다.
- 가슴크기는 보통수준. 왼쪽 가슴이 약간 큰 짝가슴이다.
- 처진 눈과 처진 눈썹을 가지고 있다.
- 머리가 굉장히 단단하다.
- 왼손잡이이다.
- 전신의 점이 57개 있다.

## 성격
- 자신이 늘 다른사람에게 폐를 끼치고 있다고 생각한다. 늘 미안하다면서 사과하는게(すみません) 입버릇.
- 자신을 심하게 과소평가한다.
- 상냥하고 친절해 다른 사람들에게 도움을 주지만, 상대의 감사를 부담스럽게 여긴다.
  - 오해를 사지 않기위해 차가운 태도를 보이려고 하나, 츤데레 캐릭터로 인식되어 버린다.
- 도덕심과 자제심이 강하다.

## 특징
일본 도쿄 코이시카와 구에 소재한 고등학교의 2학년 헤(4)반에 재학 중이며, 25권에서 삐침머리부(部)의 부장이 된다. 부 내의 하극상으로 인해 부가 와해될 위기까지 처했으나, 책임감을 갖고 열심히 노력해 삐침머리부를 전국대회 출전권까지 따게 한다. 출석번호는 18번(애니메이션 3기에서는 19번으로 잘못 표시되었다). 학업쪽은 뛰어나다. 언제나 자신이 폐를 끼치고 생각하는 가해망상의 소유자. 덕분에 매우 조심스럽고 소심한 성격이 되었다. 마음씨가 아주 넓은듯 하다.
게를 좋아하며 게와 얽힌 에피소드도 꽤 된다. 메일주소는 watashiga-waruindesu@dacomo.ne.jp, 개성적인 게 무늬 셔츠등 52장의 셔츠와 25개의 속옷을 가지고 있다. 은행잔고는 8000엔이며 애용하는 샴푸는 도브.
전화번호는 090 - 5100 - XXXX

### 가정
주소는 위에 언급한 코이시카와 구로 되어있다. 단독 주택에 살고있는 것으로 추정되며, 어머니(CV : 사와시로 미유키) 외의 다른 사람들은 파악이 안된 상태. 가문은 매화 무늬.

## 특기
이상한 기운을 느끼는게 빠르다. 다만 본인은 빨리 기절해버린다.

가산점을 받기위해 피겨 스케이팅에서 우승하고, 노벨상을 따고, 우주에 가는 등 만능적인 면도 보여준다.

## 그 외
- 화분증이 심하다.
- 비를 자주 맞는다.
- 소심한 성격에 비해, 과외나 패밀리 레스토랑 아르바이트 등 의외로 활동적이다.
- 13이란 숫자와 관련이 많다. 사랑(愛)의 총 획수가 13획이기 때문인걸로 추측한다.
- 닌자에게 쫓기고 있다.
- 사과를 많이 하는 성격 때문에 조울증 증상이 약간 있는 것같다.
- 바이올린을 연주 할 줄 아는것 같다.
- 스핀오프인 일곱☆나물에서 쑥(원래는 떡쑥이다.)역을 맡았다.